# أل جراف
أل جراف (بالإنجليزية: Al Graf)‏ هو سياسي أمريكي، ولد في 13 فبراير 1958 في الولايات المتحدة. حزبياً، نشط في الحزب الجمهوري. وقد انتخب عضو جمعية ولاية نيويورك.

## وصلات خارجية
- الموقع الرسمي